# Protestantse Kerk in Nederland
De Protestantse Kerk in Nederland (in dagelijks spraakgebruik vaak afgekort tot Protestantse Kerk of PKN) is het grootste protestantse kerkgenootschap in Nederland. Het is, na een toenaderingsproces van tientallen jaren, op 1 mei 2004 ontstaan uit een fusie van de drie Samen op Weg-kerken: de Nederlandse Hervormde Kerk, de Gereformeerde Kerken in Nederland en de Evangelisch-Lutherse Kerk in het Koninkrijk der Nederlanden. Ook de Waalse kerk maakt onderdeel uit van de PKN. De Protestantse Kerk in Nederland is lid van de Wereldraad van Kerken (World Council of Churches) (WCC), waarvan de eerste bijeenkomst in 1948 in Amsterdam plaatsvond en van de Lutherse Wereldfederatie, die in 1947 in Lund (Zweden) werd opgericht. De kerk is ook aangesloten bij de Conferentie van Europese Kerken.

## Naam
In het dagelijks spraakgebruik wordt de naam vaak afgekort tot PKN, maar het kerkgenootschap zelf gebruikt die afkorting niet. Soms wordt de naam wel ingekort tot Protestantse Kerk. In het verleden was de url van de website nog www.pkn.nl, maar ook daar wordt nu www.protestantsekerk.nl gebruikt.

## Ledenaantal
Het ledenaantal voor de Protestantse Kerk werd tot 2017 jaarlijks gepresenteerd in de statistische jaarbrief. In 2015 werd een ledenaantal van 1.646.259 (ca. 9,7% van de Nederlandse bevolking) gepresenteerd. Dit aantal is opgebouwd uit de belijdende leden en de doopleden, maar is exclusief 323.496 'overige leden of zgn. geboorteleden'. Volgens het jaarverslag 2018 van de Protestantse Kerk blijkt dat het ledenaantal gedaald is naar 1.483.178 (8,6% van de Nederlandse bevolking) per eind 2017 (te weten 705.078 belijdende leden en 778.100 doopleden, wederom zonder 'overige leden'). Het ledenaantal is verder gedaald naar 1.343.000 (7,7 % van de Nederlandse bevolking) per 1 december 2021 (te weten 640 duizend belijdende leden en 703 duizend doopleden (excl. overig).  En nog verder naar 1.311.000 per 1 januari 2023 (7,4 % van de Nederlandse bevolking). Per 1 januari 2024 is het ledenaantal nog verder gedaald naar 1.273.500  (602.000 belijdende leden, 671.500 doopleden) = 7,1 % van de Nederlandse bevolking. Per 1 januari 2025 is het ledenaantal nog verder gedaald naar 1.237.000(584.000 belijdende leden, 653.000 doopleden) = 6,9 % van de Nederlandse bevolking.
Het aantal leden daalt gemiddeld met zo'n 2,5% per jaar, met uitzondering van het jaar 2012, toen er een statistische correctie plaatsvond. De afname wordt mede veroorzaakt door sterfte van oudere leden (13 procent van de Nederlandse sterfgevallen in 2012) en te weinig aanwas (5 procent van alle Nederlandse geboorten) van onderaf. 

### Daling ledentallen Protestantse Kerk per jaar
| Jaar | Absoluut | %     |
| ---- | -------- | ----- |
| 2007 | −62.064  | −2,7% |
| 2008 | −60.211  | −2,7% |
| 2009 | −57.873  | −2,6% |
| 2010 | −52.362  | −2,4% |
| 2011 | −52.243  | −2,5% |
| 2012 | +108.462 | +5,3% |
| 2013 | −67.150  | −3,1% |
| 2014 | −59.837  | −2,9% |
| 2015 | −56.251  | −2,8% |
| 2016 | −62.185  | -3,2% |
| 2017 | −58.369  | -3,1% |
| 2018 | −103.768 | −6,3% |

## Fusieproces

Ontstaan van de verschillende stromingen in Nederland

Ontstaansgeschiedenis van kerken in Nederland

### Fusie
Op 12 december 2003 stemden de synodes van de drie aangesloten kerken na een proces van 40 jaar met de fusie in. De synodevergaderingen vonden plaats in Utrecht in de Jacobikerk (Hervormde synode), de Nicolaïkerk (Gereformeerde synode) en de Evangelisch-Lutherse Kerk (Evangelisch Lutherse synode). Nog dezelfde dag werd dit feit gevierd in de Domkerk in Utrecht, in het bijzijn van koningin Beatrix (hervormd), minister Donner van Justitie (gereformeerd) en de rooms-katholieke kardinaal Simonis. De drie synodevoorzitters ondertekenden bij deze gelegenheid de 'Verklaring van Vereniging'.
Op 1 mei 2004 werd de fusie van de drie kerken officieel beklonken. De eerste scriba van de generale synode was ds. Bas Plaisier, voorheen scriba van de Nederlandse Hervormde Kerk. De eerste voorzitter was ds. Jan-Gerd Heetderks, voorheen voorzitter van de Gereformeerde Synode. Vicevoorzitter werd ds. Gerrit de Fijter.

### Veranderingen na de fusie
Plaatselijke gemeenten en/of kerken binnen de fusie behielden de vrijheid zich daadwerkelijk met hun fusiepartners te verenigen, of afzonderlijk te blijven functioneren en samenkomen (zie ook: #Typen kerkgemeenten). Ook de afzonderlijke hervormd/gereformeerde en evangelisch-lutherse belijdenisgeschriften blijven voor de leden dezelfde waarde behouden.
De meeste veranderingen vonden vooral plaats op het bestuurlijke vlak, zowel op landelijk niveau als lokaal. Zo kreeg men te maken met een, voor sommige leden extra bestuurlijke laag, de classis, en gaat de hervormd/gereformeerde traditie van drie ambten (dominee, ouderlingen en diakenen) ook voor de evangelisch-luthersen gelden. Op lokaal niveau werd een aantal zaken voortaan uitsluitend behandeld door de betrokken kerkenraden, zoals deelname aan de sacramenten en de overgang van gelovigen van de ene naar de andere aangesloten kerk.

### Tegenstanders van de fusie
Bijna honderdduizend leden van de drie Samen op Weg-Kerken gingen niet mee naar de Protestantse Kerk. Circa 125 lokale gemeenten of delen daarvan, met name uit de Gereformeerde Bond binnen de Nederlandse Hervormde Kerk, konden zich, voornamelijk om leerstellige redenen, niet met de fusie verenigen en hielden vast aan hun 'hervormde' identiteit. Toch is het overgrote deel van de Gereformeerde Bond gebleven in de nieuwe Protestantse Kerk. Hete hangijzers zijn onder meer de aanvaarding van de belijdenisgeschriften uit de lutherse traditie en de ruimte die de Protestantse Kerk aan plaatselijke gemeenten biedt om relaties tussen homoseksuelen te zegenen. De synodale stemming over de vereniging op 12 december werd dan ook slechts op het nippertje gewonnen door de voorstanders, met 51 tegen 24 stemmen; voor afwijzing van het voorstel waren 26 tegenstemmen voldoende geweest. Deze tegenstanders van de fusie beogen de oude Hervormde Kerk voort te zetten in de Hersteld Hervormde Kerk, met ongeveer 57.500 leden.
Ook van gereformeerde zijde konden enkele gemeenten zich niet vinden in de fusie. Een zevental verenigde zich in de Voortgezette Gereformeerde Kerken in Nederland, met ongeveer 3000 leden. Een paar predikanten, en de Gereformeerde Kerken van Westbroek en Haarlem-Centrum, zijn overgegaan naar de Nederlands Gereformeerde Kerken. Ongeveer 1000 leden van de Gereformeerde Kerk te Urk konden zich niet vinden in de fusie, deze leden sloten zich aan bij de Christelijke Gereformeerde Kerken. Ook plaatselijk bestaan nog altijd gereformeerde kerken die zich niet willen verenigen met hervormde en/of lutherse gemeenten binnen een protestantse gemeente (zie ook: #Typen kerkgemeenten).
Onder andere vanwege het blijven onderschrijven van de Dordtse Leerregels, bleven de remonstranten buiten de fusiekerk.

## Organisatiestructuur
Het belangrijkste besluitvormende orgaan van de Protestantse Kerk in Nederland is de generale synode. Deze bestaat uit 62 leden. Deze leden worden afgevaardigd namens de classes. De kerk telt per 1 mei 2018 11 classes die 5 ambtsdragers (een combinatie van predikanten, ouderlingen, ouderling-kerkrentmeesters en diakenen) afvaardigen. In de kerkorde is opgenomen dat er door de evangelisch-lutherse synode ook nog drie leden mogen worden afgevaardigd. De Waalse gemeenten wordt door 1 lid vertegenwoordigd. De resterende drie synode-leden zijn afgevaardigden van geassocieerde kerken. 
Eén afgevaardigde is afkomstig uit de Evangelisch-Altreformierte Kirche in Niedersachsen. Om het werk enigszins hanteerbaar te houden is er ook een kleine synode, die bestaat uit afgevaardigden van de generale synode. Zij vergaderen enkele keren per jaar en houden zich vooral bezig met veel lopende zaken, zoals financiën, personeel en organisatie. De generale synode komt doorgaans tweemaal per jaar bij elkaar.
De generale synode stelt ook een dagelijks bestuur aan, het zogenoemde moderamen. Dit moderamen telt vijf leden en vergadert in principe eens in de twee weken. Het moderamen kent een algemeen secretaris, de scriba. De scriba (algemeen secretaris) wordt voor een termijn van vijf jaar benoemd uit de dienstdoende predikanten van de kerk. Vanuit zijn ambt is de scriba de belangrijkste vertegenwoordiger van de kerk. De voorzitter (preses) en vicevoorzitter (eerste assessor of vicepreses) worden voor een termijn van vier jaar door de generale synode gekozen uit de leden van de synode.
De vergaderingen zijn in principe openbaar, tenzij er over personen wordt gesproken. Dan gaat de vergadering in comité en moeten alle niet-synodeleden de ruimte verlaten. Naast de generale synode bestaat ook nog de evangelisch-lutherse synode. Deze heeft echter geen beslisrecht en functioneert voornamelijk als adviesorgaan.

#### Scriba
- Bas Plaisier (2004 - 2008)
- Arjan Plaisier (15 juni 2008 - 10 juni 2016)[13]
- René de Reuver (15 juni 2016, herbevestigd 2021)[14]
- Kees van Ekris (sinds 1 juli 2025)

#### Voorzitter
- Jan-Gerd Heetderks (2004-2007)
- Gerrit de Fijter (2007-2009)
- Peter Verhoeff (2009-2012)
- Karin van den Broeke (2013-2018)
- Saskia van Meggelen (2018-2019)
- Marco Batenburg (2019-2024)
- Trijnie Bouw (2024-heden)

#### Vicevoorzitter
- Gerrit de Fijter (2004-2007)
- Arenda Haasnoot (2007-2011)
- Marjoleine Engelbert (2011-2016)
- Jeannette Galjaard (2016-2021)
- Bianca Groen-Gallant (2021-heden)

### Classes
In een classis zijn de diverse bij de Protestantse Kerk aangesloten kerken van een aantal omliggende plaatsen georganiseerd. De classes van de Protestantse Kerk zijn verdeeld over elf regio's. Iedere regio heeft een Classicaal-Regionaal Overlegorgaan (CRO). Dit is een platform waarin de breed-moderamina van de classicale vergaderingen binnen die regio samenwerken.
Het rapport Kerk 2025: waar een Woord is, is een weg stelde een nieuwe inrichting voor waarbij het aantal classes teruggebracht wordt van 74 naar 11. Per 1 mei 2018 is het dit besluit effectief geworden. Een classis bestaat sindsdien uit gemiddeld 200 gemeenten. In iedere classis is een zogenaamde classispredikant aangesteld, die verschillende leidinggevende en bemoedigende taken heeft. De huidige classisindeling is als volgt:
- Friesland
- Groningen/Drenthe
- Noord-Holland
- Zuid-Holland-Noord
- Zuid-Holland-Zuid
- Delta (Zeeland, Voorne-Putten, Rozenburg, Goeree-Overflakkee en Hoeksche Waard)
- Overijssel/Flevoland
- (Gelderland-)Veluwe
- Gelderland-Zuid en -Oost
- Utrecht
- Noord-Brabant/Limburg (en de Waalse gemeenten)

#### Oude classisindeling
Tot 1 mei 2018 was de classisindeling als volgt:
- Regio Brabant/Limburg
  - Heusden-Almkerk
  - Limburg
  - Peel en Kempenland
  - 's-Hertogenbosch
  - West-Brabant
- Regio Friesland
  - Buitenpost
  - Dokkum
  - Drachten
  - Franeker
  - Heerenveen
  - Leeuwarden
  - Sneek
- Regio Gelderland Zuid en Oost
  - Achterhoek Oost
  - Achterhoek West
  - Apeldoorn
  - Arnhem
  - Bommel
  - Ede
  - Harderwijk
  - Hattem
  - Nijkerk
  - Nijmegen
  - Tiel
- Regio Groningen/Drenthe
  - Assen
  - Emmen
  - Groningen
  - Hoogeveen
  - Noordoost-Groningen
  - Oost-Groningen
  - Westerkwartier
  - Winsum
- Regio Noord-Holland
  - Alkmaar
  - Amsterdam
  - Edam-Zaandam
  - Haarlem
  - Hilversum
  - Hoofddorp
  - Hoorn-Enkhuizen
- Regio Overijssel/Flevoland
  - Almelo
  - Deventer
  - Enschede
  - Flevoland
  - Hardenberg
  - Kampen
  - Meppel
  - Ommen
  - Zwolle
- Regio Utrecht
  - Amersfoort
  - Breukelen
  - Doorn
  - Utrecht
  - Woerden
  - Zeist
- Regio Delta (Zeeland en Zuid-Hollandse eilanden)
  - Goes
  - Walcheren
  - Zeeuws-Vlaanderen
  - Zierikzee
- Regio Zuid-Holland Zuid
  - Alblasserdam
  - Alphen aan den Rijn
  - Barendrecht
  - Brielle
  - Delft
  - Dordrecht
  - Gorinchem
  - Gouda
  - Katwijk
  - Leiden
  - Nieuw-Lekkerland
  - Rotterdam-1
  - Rotterdam-2
  - Schiedam
  - 's-Gravenhage-1
  - 's-Gravenhage-2
  - Zoetermeer
- Overig
  - Niedersachsen
  - Reunion Wallonne (Waalse Kerken)

## Karakterisering van de Protestantse Kerk in Nederland
De Protestantse Kerk in Nederland is een protestantse kerk, die zowel de lutherse als calvinistische traditie in zich verenigd heeft. De kerk heeft een synodale structuur. Binnen de kerk is een grote verscheidenheid aan opvattingen aanwezig, van vrijzinnig tot orthodox/bevindelijk.

### Typen kerkgemeenten
De Protestantse Kerk kent vier soorten gemeenten:
- hervormde gemeenten
- gereformeerde kerken
- evangelisch-lutherse gemeenten
- protestantse gemeenten

Eerstgenoemde drie gemeentetypen behoorden vóór 1 mei 2004 respectievelijk tot de Nederlandse Hervormde Kerk, de Gereformeerde Kerken in Nederland en de Evangelisch-Lutherse Kerk. Het betreft plaatselijke kerkgemeenten die, om wat voor reden dan ook, besloten zelfstandig binnen de Protestantse Kerk te blijven opereren. Protestantse gemeenten zijn kerkgemeenten waar op lokaal vlak daadwerkelijk een fusie heeft plaatsgevonden tussen hervormde gemeenten en/of gereformeerde kerken en/of evangelisch-lutherse gemeenten. In plaatsen waar een protestantse gemeente verscheidene kerkgebouwen omvat zijn vaak binnen de gemeente "wijkgemeenten" georganiseerd. Sommige protestantse gemeenten zijn (veelal hervormde dorps-)gemeenten die niet zijn gefuseerd, maar desalniettemin wel tot een naamswijziging zijn overgegaan.

### Modaliteiten
Met het begrip modaliteit wordt een stroming van gelijkgestemden op religieus gebied aangeduid. Binnen de Protestantse Kerk in Nederland bestaan de volgende modaliteiten en bijbehorende organisaties: 
- vrijzinnig (Vereniging van Vrijzinnige Protestanten)
- moderne midden (midden-orthodox, modern-gereformeerd, anders; Op Goed Gerucht)
- evangelisch (Evangelisch Werkverband)
- confessioneel (Confessionele Beweging)
- hervormd-gereformeerd (Gereformeerde Bond)

Bij de middengroep is oorspronkelijk sprake van twee verschillende modaliteiten: de midden-orthodoxe (hervormd) en de modern-gereformeerde (gereformeerde kerk). Als dominante modaliteiten binnen de oorspronkelijke kerken hadden zij echter niet of nauwelijks afzonderlijke organisaties. Doordat zij de motor waren achter de kerkfusie en op plaatselijk niveau doorgaans samenwerken in een protestantse gemeente, is het onderscheid tegenwoordig echter niet goed meer te maken.
In een plaatselijke gemeente zijn vaak leden van verschillende modaliteiten te vinden, maar er zijn ook gemeenten met een uitgesproken karakter die grotendeels of geheel tot één modaliteit behoren. In een aantal plaatsen bestaat een aparte (wijk)gemeente voor leden van een specifieke modaliteit, los van de overige kerkleden. Dit wordt een gemeente van bijzondere aard (b.a.) of een bijzondere wijkgemeente (b.w.) genoemd. Meestal gaat het dan om een vrijzinnige gemeente in een meer rechtzinnige omgeving, of om een hervormd-gereformeerde gemeente (ook wel 'Bondsgemeente') in een minder orthodoxe omgeving.
Door de grote verscheidenheid aan meningen tot op het niveau van de (wijk)gemeente en door een aanzienlijk aandeel randkerkelijken onder de kerkleden is het moeilijk betrouwbare uitspraken te doen over de omvang van de verschillende modaliteiten. De ledenaantallen van de modaliteitenorganisaties zijn geen goede graadmeter, omdat kerkleden die tot de achterban van een modaliteit behoren, niet automatisch lid zijn of worden van de organisatie. De ledenaantallen zijn dan ook relatief laag. In 2011 hebben onderzoekers van het KASKI voor het eerst sinds het ontstaan van de Protestantse Kerk een onderbouwde schatting gegeven van het aandeel en daarmee ook het aantal 'leden' van de verschillende modaliteiten. Deze schattingen zijn gebaseerd op enquêtes onder alle kerkgemeentes. De cijfers zijn vervolgens vergeleken met de aanhang van de verschillende modaliteiten binnen de synode van de kerk. Globaal genomen is de helft van de kerkleden orthodox (evangelisch, confessioneel of hervormd-gereformeerd) en de andere helft gematigd of vrijzinnig.
| Modaliteit                                        | Aantal kerkleden        | Aandeel kerkleden | Aandeel synodeleden |
| ------------------------------------------------- | ----------------------- | ----------------- | ------------------- |
| Vrijzinnig                                        | 140.000                 | 8%                | 6%                  |
| Moderne midden - Midden-orthodox - Anders of geen | 740.000 350.000 390.000 | 42% 20% 22%       | 62% 24% 38%         |
| Evangelisch                                       | 140.000                 | 8%                | 1%                  |
| Confessioneel                                     | 460.000                 | 26%               | 19%                 |
| Hervormd-gereformeerd                             | 280.000                 | 16%               | 12%                 |
| Totaal                                            | 1.762.000               | 100%              | 100%                |

## Recente ontwikkelingen

### Hbo-predikanten
In het najaar van 2006 deed een brede studiecommissie het voorstel aan de protestantse synode om het predikantschap open te stellen voor hbo-theologen. Op dit moment is daar nog een universitaire opleiding voor nodig van 6 jaar. Dit voorstel deed een felle discussie oplaaien binnen - en ook buiten - de Protestantse Kerk. De belangrijkste reden voor het toelaten van hbo-theologen was de vrees dat er binnen enkele jaren een groot predikantentekort is. Het belangrijkste argument van tegenstanders was dat zij vinden dat predikanten de grondtalen waarin de Bijbel is geschreven moeten kennen. Op hbo-niveau wordt dat niet geleerd. Onder druk van alle bezwaren werd het rapport uiteindelijk van tafel gehaald.
Twee jaar later nam de synode echter een voorstel waarbij het is toegestaan dat een kerkelijk werker - met opleiding op hbo-niveau - in bepaalde gevallen - afhankelijk van de rol die hij in een kerk vervult - de status van predikant kan krijgen, en dus ook mag preken en de sacramenten mag bedienen. Dit kon echter pas nadat er "geschiktheidsbeoordeling heeft plaatsgevonden en homiletische en liturgische bijscholing is afgerond". De toelating was gebonden aan de plaatselijke situatie. De hbo-predikant kon dus niet als predikant naar een andere gemeente of werksituatie gaan zonder dat is vastgesteld dat ook in die andere situatie een hbo-predikant nodig is.
Na een lange en slepende discussie besloot de synode van de PKN in juni 2024 dat het voor hbo-theologen mogelijk is om pastor te worden. De pastor was een - binnen de PKN - nieuw in het leven geroepen functie. De pastor heeft grotendeels dezelfde bevoegdheden als een predikant.

### Numeri: ledenregistratiesysteem
Er is veel te doen geweest om Numeri, een nieuw te ontwikkelen ledenregistratiesysteem. De bedoeling was een systeem te ontwikkelen waarin leden en inkomsten konden worden geregistreerd. In beginsel was er 1,8 miljoen euro gereserveerd, maar de kosten liepen vanwege allerlei technische obstakels enorm uit de hand. Er was al 5,5 miljoen euro uitgegeven tot de Protestantse Kerk in juni 2008 besloot te stoppen met de ontwikkeling van het systeem. Op dat moment was het systeem al uitgekleed. zo zou het niet mogelijk zijn met Numeri een financiële administratie te voeren. In november 2009 besloot de (kleine) synode een nieuwe poging te wagen om een geschikt systeem te ontwikkelen. Dit zou in 2011 af moeten zijn. De kosten werden begroot op 3,7 miljoen euro.
In 2011 is een nieuw systeem in werking gegaan. Hierbij zijn alle voorgaande systemen in de prullenbak gegaan en werd het webgebaseerde programma LRP  geïmplementeerd.

### Bezuinigingen

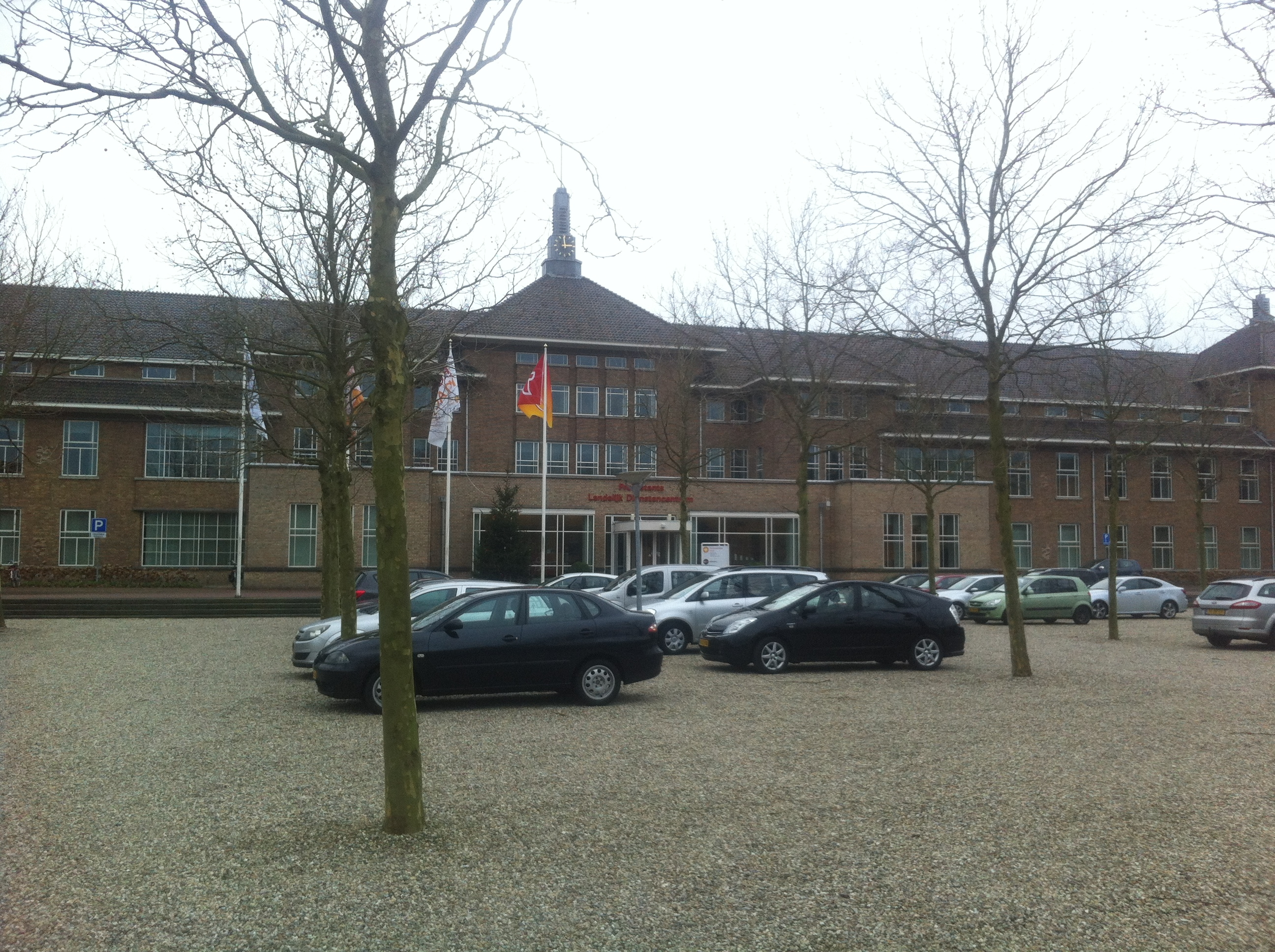
Het Landelijk Dienstencentrum van de Protestantse Kerk in Nederland, in Utrecht

Vanwege een teruglopend ledenaantal dalen ook de geldelijke middelen van de Protestantse Kerk. De kerk is de afgelopen jaren daarom genoodzaakt op een groot aantal terreinen te bezuinigen. Zo werd in 2005 het aantal regionale dienstencentra van negen naar vier centra teruggebracht. In de jaren daarna werden deze kantoren een voor een gesloten. Ook de personele bezetting van het Landelijk Dienstencentrum in Utrecht werd ingekrompen. In 2019 was 60% van de ruimte aan andere bedrijven en organisaties verhuurd. Het is de bedoeling om op langere termijn een kerkcampus in het pand te realiseren; gelieerde kerkelijke organisaties zouden een plek in het pand moeten krijgen. Verder wordt er bezuinigd op de kosten van publicaties. Lokale gemeenten moeten meer betalen voor het afnemen van bepaalde diensten. Ook is bezuinigd op de studentenpastoraten en de relaties met buitenlandse kerken. In 2006 lag er een plan om de organisatie drastisch af te slanken en veel meer vrijwilligers in te zetten.

### Israël-standpunt
Begin 2010 brak er een discussie uit over het Israël-standpunt van de Protestantse Kerk, zoals dat in 2004 was opgenomen in de kerkorde, namelijk de roeping gestalte te geven aan haar onopgeefbare verbondenheid met het volk Israël. Dit gebeurde naar aanleiding van een brief die het moderamen van de generale synode van de kerk had gestuurd aan de staat Israël. Daarin schreef zij dat Israël zich het lot van de Palestijnse bevolking moest aantrekken en vroeg ze om een aantal concrete maatregelen te nemen om de rechten van Palestijnen meer te respecteren. De Israëlische ambassadeur in Nederland liet weten de brief erg eenzijdig te vinden en positieve ontwikkelingen zouden zijn genegeerd. Vertegenwoordigers van het Confessioneel Gereformeerd Beraad, de Confessionele Vereniging, de Gereformeerde Bond en het Evangelisch Werkverband lieten weten het jammer te vinden dat de brief was verstuurd.
In 2018 laaide de discussie over 'Israël' weer op naar aanleiding van een manifest van een aantal liberale protestantse theologen. Vijf predikanten van de PKN verwezen in een open brief van mei 2021 naar Israël als een apartheidsstaat met excuses aan het Palestijnse volk voor het meewerken door de Kerk aan "het in stand houden van de zonde van bezetting en onderdrukking", door verkondiging van "de onopgeefbare verbondenheid met het volk Israël" en zo "de indruk te wekken dat God Israël meer liefheeft dan het Palestijnse volk".
Op 7 november 2024 aanvaardde de Synode de nota ‘Uw koninkrijk kome’ over relaties met Joden en Palestijnse christenen. De generale synode besloot de nota te aanvaarden als uitgangspunt voor het beleid van de kerk en de dienstenorganisatie in de komende periode en als materiaal voor gesprek in de kerk. De nota beschrijft stappen die belangrijk zijn voor de kerk, onder andere het (blijven) bidden voor de vrede van Jeruzalem, het bevorderen van recht en gerechtigheid en het versterken van samenwerkingen.

### 'Atheïstische dominee' Hendrikse
Een boek van de protestantse dominee Klaas Hendrikse, waarin hij God niet als een bestaand wezen maar als een 'gebeuren' schetst, zorgde voor veel onrust binnen en buiten de kerk. Een tuchtprocedure strandde uiteindelijk op regionaal niveau, omdat de Zeeuwse classis vond dat een discussie maar tot "weinig klaarheid" zou leiden. In november 2010 nam de synode van de Protestantse Kerk een rapport aan - in reactie op Hendrikse - waarin gesteld werd dat er in de kerk ruimte is voor verschillende opvattingen, maar dat niet alles over God kon worden gezegd. De constatering was dat de Protestantse Kerk het geloof belijdt in de drie-enige God.

### Pioniersplekken
Als andere vorm dan de traditionele kerkdienst heeft de Protestantse Kerk in Nederland pioniersplekken in het leven geroepen die plek bieden aan wie niet (meer) naar de kerk gaat is. De bekendste pioniersplekken zijn een protestants klooster in de Sint-Radboudkerk in Jorwerd en Mijnkerk.nl, de eerste digitale kerk van Europa. In april 2014 werd de eerste pioniersplek, namelijk Crosspoint in Nieuw-Vennep zelfstandig. Anno 2018 staat de teller op ruim honderd initiatieven. Een derde van de pioniersplekken houdt zich bezig met monastieke activiteiten, zoals pioniersplek Kloosterwelle in Noordwelle.
In 2020 stond het aantal ooit gestarte initiatieven op 147, waarvan er 14 op dat moment al weer gestopt waren. In de praktijk blijkt het zeer lastig voor pioniersplekken om uit te groeien tot zelfstandige gemeenten, omdat het moeilijk is aan alle kerkelijke regels te voldoen. Soms wordt er daarom voor gekozen om buiten de PKN door te gaan.

### Vijf kerken overleg
De Protestantse Kerk wil veel meer samenwerken met andere protestantse kerken. Daarom schaarde de synode van de Protestantse Kerk zich in april 2016 achter een voorstel om de banden met de Christelijke Gereformeerde Kerken, de Gereformeerde Kerken vrijgemaakt, de Nederlands Gereformeerde Kerken en de Voortgezette Gereformeerde Kerken in Nederland flink aan te halen. De vijf kerken gaan met elkaar 'bijzondere betrekkingen' aan. Concreet betekent dit: aanvaarden van elkaars leden; aanvaarden van elkaars leden als gastlid; en het onderling openstellen van elkaars kansels met inachtneming van de eigen kerkorde.

### Mobiliteit predikanten
In april 2018 viel het besluit dat kerken na twaalf jaar definitief afscheid kunnen nemen van de predikant. Met dit voorstel hoopt de synode van de Protestantse Kerk de mobiliteit van de predikant te vergroten. Nu komt het soms voor dat een predikant niet meer beroepen wordt door een andere gemeente, waardoor de kerkelijke gemeente waar hij of zij op dat moment voorgaat met een predikant zit die zij niet de wacht kan aanzeggen, terwijl de gemeente op hem of haar is uitgekeken. Een ander gevolg daarvan is dat er geen doorstroommogelijkheden zijn voor jongere predikanten, aangezien er weinig vacatures beschikbaar komen.